# Czerwona Karczma (województwo mazowieckie)
Czerwona Karczma – osada w Polsce położona w województwie mazowieckim, w powiecie grójeckim, w gminie Nowe Miasto nad Pilicą.